# Dreht euch nicht um – der Golem geht rum
Dreht euch nicht um – der Golem geht rum oder Das Zeitalter der Muße ist der Titel eines deutschen Fernsehzweiteilers, der unter Regie von Peter Beauvais im Jahr 1971 entstand.

## Handlung
Die Dystopie spielte im Jahre 2300 und ist in Köln angesiedelt. Die Bürger bewegen sich nicht unter freiem Himmel, sondern in einem Hallensystem wie bei einem modernen Messekomplex. Man arbeitet nicht mehr, denn das erledigen Technik und Gesetzesbrecher, die äußerlich durch „Gesichtsverzerrung“ und gekrümmten Gang als Verbrechersklaven kenntlich gemacht worden sind. An ihnen wurde eine Gehirnoperation vorgenommen. Die Bekleidung ist einheitlich overallartig und das Leben demgemäß eintönig, eine „Weltfreizeitzentrale“ bestimmt über Computer, wie der Tag zu verbringen ist. An die Stelle des früheren Arbeitszwanges ist nun ein neuer Freizeitzwang getreten. Alles, was noch bleibt, ist, auf den Tod zu warten, was besonders bei den Mitmenschen spannend ist. Es hat sich eine Lotterie herausgebildet, bei der man auf den nächsten Todesfall wetten kann.
In dieser Gesellschaft, die an der individuellen Intelligenz orientierte Fortpflanzungsbestimmungen erlassen hat, wünscht sich Sig Prun ein Kind. Da er die Intelligenznorm nicht erreicht, wird ihm die Erfüllung verwehrt. Er setzt sich über das Verbot hinweg und zeugt mit seiner Frau einen Sohn, der fortan versteckt werden muss. Als der neugierige Sprössling eines Tages ausreißt, versucht ihn der Vater zu finden. Dabei durchstreift er seine Stadt und stößt auf einen verborgenen Zugang zum Dom. Darin entdeckt er einen Mann beim (illegalen) Hobeln. Er ist beeindruckt von dieser Nutzung der Zeit und fragt, woran er denn arbeite, was das ergebe, wenn es fertig sei. Zur Antwort bekommt er lapidar, dass seine Tätigkeit darin bestehe, aus Holz Späne zu machen. Offenbar gibt es noch andere nach Kreativität und Ausgefülltsein Strebende, nämlich im Untergrund zusammengeschlossene sogenannte „Halbintelligenzler“, die eine aufrührerische Rückbesinnung betreiben.
Am Schluss wird Sig Prun gefasst und nach einer Lobotomie zurück in die Gesellschaft entlassen – als gebückter, gesichtsentstellter Sklave, auf dem die Kinder zum Zeitvertreib herumklopfen dürfen.

## Daten
Bisherige Ausstrahlungsdaten:
- Teil 1: 3. Oktober 1971 (DRS), 21. Oktober 1971 (ARD + ORF1), 9. November 1976 (S3), 18. November 1986 (1 Plus), 9. Februar 1988 (1 Plus);
- Teil 2: 4. Oktober 1971 (DRS), 24. Oktober 1971 (ARD + ORF1), 9. November 1976 (S3), 18. November 1986 (1 Plus), 16. Februar 1988 (1 Plus)